# Чемпіонат Європи з водних видів спорту 2014
Чемпіонат Європи з водних видів спорту 2014 тривав з 13 до 24 серпня 2014 року в Берліні (Німеччина). Це був 31-й за ліком чемпіонат, що відбувся в тимчасовій споруді, розміщеній у центрі Велодрому. Збірна Великої Британії очолила медальний залік що за золотими нагородами, що за загальною кількістю медалей. А ще спортсмени цієї країни встановили два нові світові рекорди: в змішаній естафеті 4x100 метрів комплексом рекорд встановила збірна в такому складі: Адам Піті, Джемма Лов, Кріс Вокер-Гебборн і Франческа Голсолл, а на дистанції 50 брасом серед чоловіків рекорд встановив Адам Піті.

## Розклад змагань
Строки проведення змагань:
- Плавання: 18–24 серпня
- Стрибки у воду: 18–24 серпня
- Плавання на відкритій воді: 13–17 серпня
- Синхронне плавання: 13–17 серпня

## Таблиця медалей

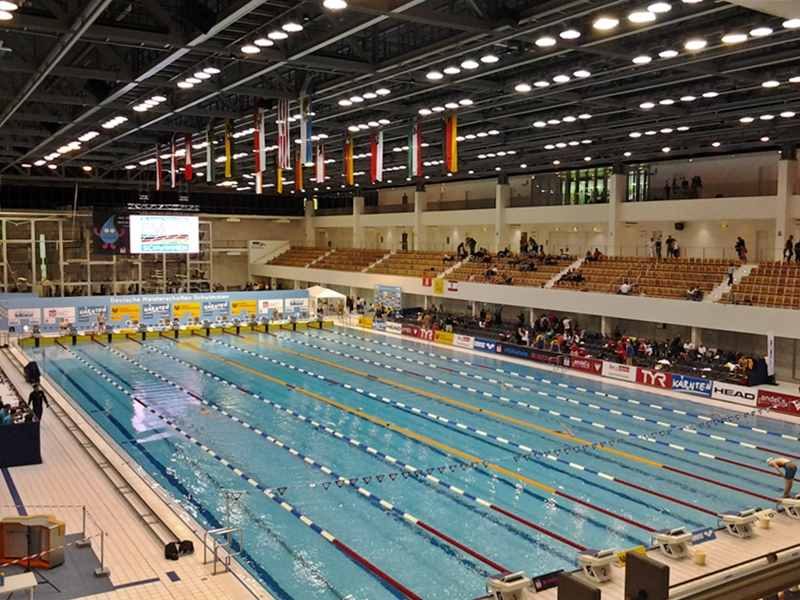
Центр плавання і стрибків у воду в Europasportpark

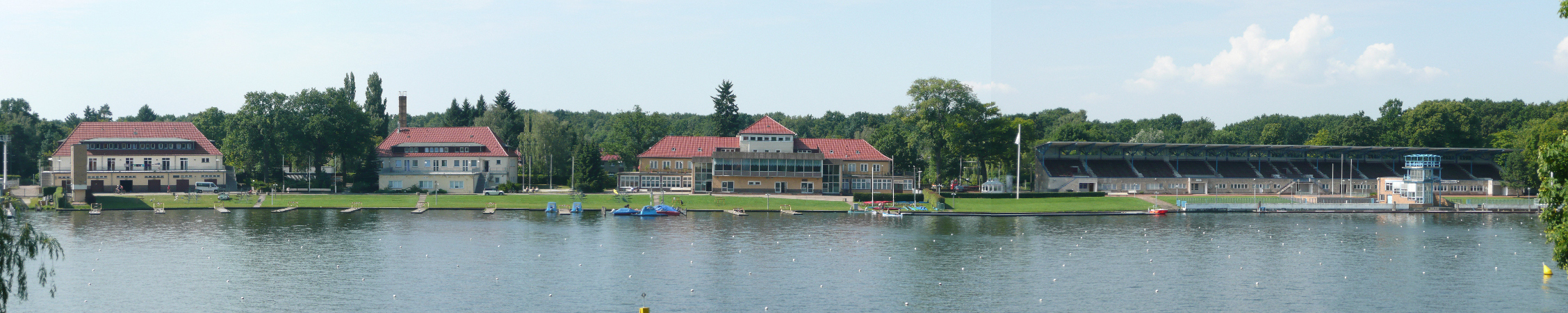
Плавальна траса в Берлін-Грюнау

*   Країна-господарка ( Німеччина)
| Місце               | Країна              | Золото | Срібло | Бронза | Загалом |
| ------------------- | ------------------- | ------ | ------ | ------ | ------- |
| 1                   | Велика Британія     | 11     | 8      | 8      | 27      |
| 2                   | Росія               | 9      | 7      | 3      | 19      |
| 3                   | Італія              | 8      | 3      | 12     | 23      |
| 4                   | Німеччина*          | 6      | 8      | 8      | 22      |
| 5                   | Данія               | 6      | 1      | 2      | 9       |
| 6                   | Угорщина            | 5      | 6      | 6      | 17      |
| 7                   | Франція             | 5      | 4      | 3      | 12      |
| 8                   | Швеція              | 3      | 6      | 1      | 10      |
| 9                   | Іспанія             | 3      | 5      | 5      | 13      |
| 10                  | Нідерланди          | 3      | 5      | 2      | 10      |
| 11                  | Польща              | 2      | 1      | 1      | 4       |
| 12                  | Сербія              | 2      | 0      | 0      | 2       |
| 13                  | Україна             | 1      | 3      | 7      | 11      |
| 14                  | Литва               | 1      | 1      | 2      | 4       |
| 15                  | Білорусь            | 1      | 1      | 1      | 3       |
| 16                  | Фарерські острови   | 0      | 2      | 0      | 2       |
| 17                  | Греція              | 0      | 1      | 0      | 1       |
| 18                  | Австрія             | 0      | 0      | 1      | 1       |
| 18                  | Бельгія             | 0      | 0      | 1      | 1       |
| 18                  | Словенія            | 0      | 0      | 1      | 1       |
| 18                  | Фінляндія           | 0      | 0      | 1      | 1       |
| Загалом (21 збірна) | Загалом (21 збірна) | 66     | 62     | 65     | 193     |

## Плавання

### Результати
42 дисципліни: по 20 кожної статі й 2 змішані. Відбулися поділи двох золотих медалей і однієї бронзової.

#### Чоловіки
| Дисципліна                      | Золото | Золото         | Срібло | Срібло     | Бронза | Бронза     |
| ------------------------------- | --- | -------------- | --- | ---------- | --- | ---------- |
| 50 м вільним стилем             | Флоран Маноду Франція | 21.32 CR       | Конрад Черняк Польща | 21.88      | Арі-Пекка Люкконен Фінляндія                                                                                              | 21.93      |
| 100 м вільним стилем            | Флоран Маноду Франція | 47.98          | Фаб'ян Жіло Франція | 48.36      | Лука Леонарді Італія | 48.38      |
| 200 м вільним стилем            | Велімір Степанович Сербія | 1:45.78 NR     | Пауль Бідерманн Німеччина | 1:45.80    | Яннік Аньєль Франція | 1:46.65    |
| 400 м вільним стилем            | Велімір Степанович Сербія | 3:45.66 NR     | Андреа Мітчелл Д'Арріго Італія | 3:46.91    | Джей Лелліотт Велика Британія                                                                                             | 3:47.50    |
| 800 metre freestyle             | Грегоріо Пальтріньєрі Італія | 7:44.98 CR     | Пел Йонсен Фарерські острови | 7:48.49    | Габріеле Детті Італія | 7:49.35    |
| 1500 м вільним стилем           | Грегоріо Пальтріньєрі Італія | 14:39.93 ER CR | Пел Йонсен Фарерські острови | 14:50.59   | Габріеле Детті Італія | 14:52.53   |
|                                 | |                | |            | |            |
| 50 м на спині                   | Володимир Морозов Росія | 24.64          | Жеремі Страв'юс Франція | 24.84      | Кріс Вокер-Гебборн Велика Британія                                                                                        | 25.00      |
| 100 м на спині                  | Кріс Вокер-Гебборн Велика Британія                                                                                                  | 53.32          | Жеремі Страв'юс Франція | 53.64      | Ян-Філіп Гланія Німеччина                                                                                                 | 54.15      |
| 200 м на спині                  | Радослав Кавенцький Польща | 1:56.02        | Крістіан Дінер Німеччина | 1:57.16    | Габор Балог Угорщина | 1:57.42    |
|                                 | |                | |            | |            |
| 50 м брасом                     | Адам Піті Велика Британія | 27.00          | Гедрюс Тітяніс Литва | 27.34      | Дамір Дугонджич Словенія                                                                                                  | 27.48      |
| 100 м брасом                    | Адам Піті Велика Британія | 58.96          | Росс Мердок Велика Британія | 59.43      | Гедрюс Тітяніс Литва | 59.61      |
| 200 м брасом                    | Марко Кох Німеччина | 2:07.47 CR NR  | Росс Мердок Велика Британія | 2:07.77    | Гедрюс Тітяніс Литва | 2:08.93    |
|                                 | |                | |            | |            |
| 50 м батерфляєм                 | Флоран Маноду ФранціяЄвген Цуркін Білорусь                                                                                          | 23.00          | Не вручали | Не вручали | Андрій Говоров Україна Бенджамін Прауд Велика Британія                                                                    | 23.21      |
| 100 м батерфляєм                | Конрад Черняк Польща | 51.38 CR       | Ласло Чех Угорщина | 51.89      | Павло Санкович Білорусь                                                                                                   | 51.92      |
| 200 м батерфляєм                | Віктор Бромер Данія | 1:55.29        | Бенце Біцо Угорщина | 1:55.62    | Павел Коженьовський Польща                                                                                                | 1:55.74    |
|                                 | |                | |            | |            |
| 200 м комплексом                | Ласло Чех Угорщина | 1:58.10        | Філіп Хайнц Німеччина | 1:58.17    | Роберто Павоні Велика Британія                                                                                            | 1:58.22    |
| 400 м комплексом                | Давид Веррасто Угорщина | 4:11.89        | Роберто Павоні Велика Британія | 4:13.75    | Федеріко Турріні Італія                                                                                                   | 4:14.15    |
|                                 | |                | |            | |            |
| Естафета 4×100 м вільним стилем | Франція Мехді Метелла (48.69) Фаб'ян Жіло (47.85) Флоран Маноду (47.54) Жеремі Страв'юс (47.56) Грегорі Малле[a] Клеман Міньйон[a]  | 3:11.64 CR     | Росія Андрій Гречин (48.56) Микита Лобінцев (48.54) Олександр Сухоруков (47.58) Володимир Морозов (47.99) Сергій Фесіков[a] Олег Тихобаєв[a]            | 3:12.67    | Італія Лука Дотто (48.47) Марко Орсі (48.36) Лука Леонарді (47.69) Філіппо Маньїні (48.26) Марко Белотті[a]               | 3:12.78    |
| Естафета 4×200 м вільним стилем | Німеччина Робін Бекгаус (1:48.52) Яннік Лебгерц (1:48.73) Клеменс Рапп (1:46.80) Пауль Бідерманн (1:44.95)                          | 7:09.00        | Росія Артем Лобузов (1:48.18) Дмитро Єрмаков (1:47.90) Олександр Красних (1:47.19) Олександр Сухоруков (1:47.02) Микита Лобінцевa В'ячеслав Андрусенкоa | 7:10.29    | Бельгія Луї Кроенен (1:48.41) Гленн Сюргелосе (1:48.56) Еммануель Ванлюшен (1:48.25) Пітер Тіммерс (1:45.17) Кен Кортенсa | 7:10.39 NR |
|                                 | |                | |            | |            |
| Естафета 4×100 м комплексом     | Велика Британія Кріс Вокер-Гебборн (54.04) Адам Піті (58.55) Адам Барретт (50.69) Бенджамін Прауд (48.45) Росс Мердокa Стівен Мілнa | 3:31.73        | Франція Жеремі Страв'юс (53.79) Джакомо Перез-Дортона (1:00.04) Мехді Метелла (51.22) Фаб'ян Жіло (47.42) Бенжамін Стасюлісa Грегорі Маллеa             | 3:32.47    | Угорщина Ласло Чех (54.38) Даніел Дьюрта (59.64) Бенце Пулаі (52.01) Домінік Козма (47.08)                                | 3:33.11    |

a  Плавці, що взяли участь лише в попередніх запливах і одержали медалі.

#### Жінки
| Дисципліна                      | Золото | Золото        | Срібло | Срібло     | Бронза | Бронза   |
| ------------------------------- | --- | ------------- | --- | ---------- | --- | -------- |
| 50 м вільним стилем             | Франческа Голсолл Велика Британія                                                                                      | 24.32         | Сара Шестрем Швеція                                                                                                 | 24.37      | Джанетт Оттесен Данія | 24.53    |
| 100 м вільним стилем            | Сара Шестрем Швеція | 52.67 CR      | Фемке Гемскерк Нідерланди                                                                                           | 53.64      | Мішель Колеман Швеція | 53.75    |
| 200 м вільним стилем            | Федеріка Пеллегріні Італія                                                                                             | 1:56.01       | Катінка Хоссу Угорщина                                                                                              | 1:56.69    | Фемке Гемскерк Нідерланди | 1:56.81  |
| 400 м вільним стилем            | Язмін Карлін Велика Британія                                                                                           | 4:03.24       | Шарон ван Раувендал Нідерланди                                                                                      | 4:03.76    | Мірея Бельмонте Іспанія | 4:04.01  |
| 800 м вільним стилем            | Язмін Карлін Велика Британія                                                                                           | 8:15.54 CR    | Мірея Бельмонте Іспанія                                                                                             | 8:21.22    | Богларка Капаш Угорщина | 8:22.06  |
| 1500 м вільним стилем           | Мірея Бельмонте Іспанія                                                                                                | 15:57.29 CR   | Богларка Капаш Угорщина                                                                                             | 16:03.04   | Мартіна Караміньйолі Італія | 16:05.98 |
|                                 | |               | |            | |          |
| 50 м на спині                   | Франческа Голсолл Велика Британія                                                                                      | 27.81         | Джорджія Девіс Велика Британія                                                                                      | 27.82      | Міе Нільсен Данія | 27.98    |
| 100 м на спині                  | Катінка Хоссу УгорщинаМіе Нільсен Данія                                                                                | 59.63         | Не вручали | Не вручали | Джорджія Девіс Велика Британія | 59.74    |
| 200 м на спині                  | Дуане Да Роча Іспанія                                                                                                  | 2:09.37       | Елізабет Сіммондс Велика Британія                                                                                   | 2:09.66    | Дарія Устінова Росія | 2.09.79  |
|                                 | |               | |            | |          |
| 50 м брасом                     | Рута Мейлутіте Литва                                                                                                   | 29.89         | Дженні Юханссон Швеція                                                                                              | 30.52      | Монік Нейхейс Нідерланди | 30.64    |
| 100 м брасом                    | Рікке Меллер Педерсен Данія                                                                                            | 1:06.23 CR    | Дженні Юханссон Швеція                                                                                              | 1:07.04    | Аріанна Кастіньліоні Італія | 1:07.36  |
| 200 м брасом                    | Рікке Меллер Педерсен Данія                                                                                            | 2:19.84 CR    | Моллі Реншов Велика Британія                                                                                        | 2:23.82 NR | Джессіка Валь Іспанія | 2:24.08  |
|                                 | |               | |            | |          |
| 50 м батерфляєм                 | Сара Шестрем Швеція | 24.98         | Джанетт Оттесен Данія                                                                                               | 25.34      | Франческа Голсолл Велика Британія | 25.39    |
| 100 м батерфляєм                | Джанетт Оттесен Данія                                                                                                  | 56.51 CR      | Сара Шестрем Швеція                                                                                                 | 56.52      | Іларія Біанкі Італія | 57.71    |
| 200 м батерфляєм                | Мірея Бельмонте Іспанія                                                                                                | 2:04.79 CR    | Юдіт Ігнасіо Іспанія                                                                                                | 2:06.66    | Катінка Хоссу Угорщина | 2:07.28  |
|                                 | |               | |            | |          |
| 200 м комплексом                | Катінка Хоссу Угорщина                                                                                                 | 2:08.11 CR    | Еймі Віллмотт Велика Британія                                                                                       | 2:11.44    | Ліза Цайзер Австрія | 2:12.17  |
| 400 м комплексом                | Катінка Хоссу Угорщина                                                                                                 | 4:31.03 CR    | Мірея Бельмонте Іспанія                                                                                             | 4:33.13    | Еймі Віллмотт Велика Британія | 4:34.69  |
|                                 | |               | |            | |          |
| Естафета 4×100 м вільним стилем | Швеція Мішель Колеман (53.85) Магдалена Курас (55.55) Луїс Ганссон (54.28) Сара Шестрем (52.14)                        | 3:35.82       | Нідерланди Інґе Деккер (54.50) Мод ван дер Мер (54.49) Есме Вермелен (54.49) Фемке Гемскерк (52.78)                 | 3:36.26    | Італія Аліса Міццау (55.25) Еріка Ферраіолі (54.14) Джада Галіці (54.59) Федеріка Пеллегріні (53.65)                                               | 3:37.63  |
| Естафета 4×200 м вільним стилем | Італія Аліса Міццау (1:58.34) Стефанія Піроцці (1:57.63) К'яра Мазіні-Луккетті (1:58.06) Федеріка Пеллегріні (1:56.50) | 7:50.53 CR    | Швеція Мішель Колеман (1:57.20) Луїс Ганссон (1:58.68) Сара Шестрем (1:53.64) Стіна Гарделл (2:01.51)               | 7:51.03    | Угорщина Жужанна Якабош (1:59.25) Евелін Веррасто (1:59.69) Богларка Капаш (1:58.71) Катінка Хоссу (1:56.58)                                       | 7:54.23  |
|                                 | |               | |            | |          |
| Естафета 4×100 м комплексом     | Данія Міе Нільсен (1:00.37) Рікке Меллер Педерсен (1:06.07) Джанетт Оттесен (56.15) Пернілле Блуме (53.03)             | 3:55.62 ER CR | Швеція Іда Ліндборг (1:01.25) Дженні Юханссон (1:06.28) Сара Шестрем (55.47) Мішель Колеман (53.04) Луїс Ганссон[b] | 3:56.04    | Велика Британія Джорджія Девіс (1:00.00) Софі Тейлор (1:06.97) Джемма Лов (57.97) Франческа Голсолл (53.03) Елізабет Сіммондс[b] Ребекка Тернер[b] | 3:57.97  |

b  Плавчині, що взяли участь лише в попередніх запливах і одержали медалі.

#### Змішані дисципліни
| Дисципліна                              | Золото | Золото     | Срібло | Срібло  | Бронза | Бронза  |
| --------------------------------------- | --- | ---------- | --- | ------- | --- | ------- |
| Змішана естафета 4×100 м вільним стилем | Італія Лука Дотто (48.78) Лука Леонарді (48.01) Еріка Ферраіолі (53.83) Джада Галіці (54.40)                                                                                 | 3:25.02 ER | Росія Андрій Гречин (48.76) Володимир Морозов (48.31) Вероніка Андрусенко (53.96) Маргарита Нестерова (54.57)                                | 3:25.60 | Франція Клеман Міньйон (48.89) Грегорі Малле (48.49) Анна Сантаман (54.64) Коралі Балмі (55.00) | 3:27.02 |
| Змішана естафета 4×100 м комплексом     | Велика Британія Кріс Вокер-Гебборн (53.68) Адам Піті (59.30) Джемма Лов (57.51) Франческа Голсолл (53.53) Джорджія Девіс[c] Росс Мердок[c] Адам Барретт[c] Ребекка Тернер[c] | 3:44.02 WR | Нідерланди Бастіан Лієсен (55.19) Брам Деккер (1:01.66) Інґе Деккер (56.81) Фемке Гемскерк (52.27) Венді ван дер Занден[c] Ілзе Крайєвелд[c] | 3:45.93 | Росія Володимир Морозов (53.81) Віталіна Сімонова (1:07.33) В'ячеслав Прудніков (52.58) Вероніка Андрусенко (53.62) Микита Ульянов[c] Григорій Фалько[c] Світлана Чімрова[c] Єлизавета Базарова[c] | 3:47.34 |

c  Плавці, що взяли участь лише в попередніх запливах і одержали медалі.

### Таблиця медалей з плавання
| Місце                | Країна               | Золото | Срібло | Бронза | Загалом |
| -------------------- | -------------------- | ------ | ------ | ------ | ------- |
| 1                    | Велика Британія      | 9      | 7      | 8      | 24      |
| 2                    | Данія                | 6      | 1      | 2      | 9       |
| 3                    | Угорщина             | 5      | 4      | 5      | 14      |
| 4                    | Італія               | 5      | 1      | 9      | 15      |
| 5                    | Франція              | 4      | 4      | 2      | 10      |
| 6                    | Швеція               | 3      | 6      | 1      | 10      |
| 7                    | Іспанія              | 3      | 3      | 2      | 8       |
| 8                    | Німеччина            | 2      | 3      | 1      | 6       |
| 9                    | Польща               | 2      | 1      | 1      | 4       |
| 10                   | Сербія               | 2      | 0      | 0      | 2       |
| 11                   | Росія                | 1      | 3      | 2      | 6       |
| 12                   | Литва                | 1      | 1      | 2      | 4       |
| 13                   | Білорусь             | 1      | 0      | 1      | 2       |
| 14                   | Нідерланди           | 0      | 4      | 2      | 6       |
| 15                   | Фарерські острови    | 0      | 2      | 0      | 2       |
| 16                   | Австрія              | 0      | 0      | 1      | 1       |
| 16                   | Бельгія              | 0      | 0      | 1      | 1       |
| 16                   | Словенія             | 0      | 0      | 1      | 1       |
| 16                   | Україна              | 0      | 0      | 1      | 1       |
| 16                   | Фінляндія            | 0      | 0      | 1      | 1       |
| Загалом (20 збірних) | Загалом (20 збірних) | 44     | 40     | 43     | 127     |

## Стрибки у воду

### Результати

#### Чоловіки
| Дисципліна               | Золото                               | Золото | Срібло                                 | Срібло | Бронза                                   | Бронза |
| ------------------------ | ------------------------------------ | ------ | -------------------------------------- | ------ | ---------------------------------------- | ------ |
| Трамплін, 1 м            | Патрік Гаусдінґ Німеччина            | 428.65 | Євген Кузнецов Росія                   | 422.40 | Меттью Россе Франція                     | 420.10 |
| Трамплін, 3 м            | Патрік Гаусдінґ Німеччина            | 487.85 | Ілля Захаров Росія                     | 483.20 | Ілля Кваша Україна                       | 477.20 |
| Синхронний трамплін, 3 м | Ілля Захаров Євген Кузнецов Росія    | 464.64 | Патрік Гаусдінґ Штефан Фек Німеччина   | 435.18 | Олександр Горшковозов Ілля Кваша Україна | 433.98 |
| Вишка, 10 м              | Віктор Мінібаєв Росія                | 586.10 | Том Дейлі Велика Британія              | 535.45 | Саша Кляйн Німеччина                     | 530.90 |
| Синхронна вишка, 10 м    | Патрік Гаусдінґ Саша Кляйн Німеччина | 461.46 | Вадим Каптур Євгеній Корольов Білорусь | 421.80 | Олександр Бондар Максим Долгов Україна   | 415.17 |

#### Жінки
| Дисципліна               | Золото                                  | Золото | Срібло                                | Срібло | Бронза                                   | Бронза |
| ------------------------ | --------------------------------------- | ------ | ------------------------------------- | ------ | ---------------------------------------- | ------ |
| Трамплін, 1 м            | Таня Каньотто Італія                    | 289.30 | Христина Ільїних Росія                | 288.55 | Тіна Пунцель Німеччина                   | 286.70 |
| Трамплін, 3 м            | Надія Бажина Росія                      | 322.80 | Таня Каньотто Італія                  | 318.25 | Нора Субшінскі Німеччина                 | 317.90 |
| Синхронний трамплін, 3 м | Таня Каньотто Франческа Даллапе Італія  | 328.50 | Тіна Пунцель Нора Субшінскі Німеччина | 313.50 | Олена Федорова Ганна Письменська Україна | 307.20 |
| Вишка, 10 м              | Сара Берроу Велика Британія             | 363.70 | Ноемі Баткі Італія                    | 346.40 | Юлія Прокопчук Україна                   | 341.35 |
| Синхронна вишка, 10 м    | Катерина Пєтухова Юлія Тімошиніна Росія | 314.70 | Марія Курйо Мі Пхан Німеччина         | 290.01 | Вілло Кормош Жофія Райзінґер Угорщина    | 279.48 |

#### Командні змагання
| Дисципліна        | Золото                             | Золото | Срібло                                  | Срібло | Бронза                            | Бронза |
| ----------------- | ---------------------------------- | ------ | --------------------------------------- | ------ | --------------------------------- | ------ |
| Командні змагання | Віктор Мінібаєв Надія Бажина Росія | 416.90 | Олександр Бондар Юлія Прокопчук Україна | 409.75 | Саша Кляйн Тіна Пунцель Німеччина | 390.95 |

### Таблиця медалей зі стрибків у воду
| Місце               | Країна              | Золото | Срібло | Бронза | Загалом |
| ------------------- | ------------------- | ------ | ------ | ------ | ------- |
| 1                   | Росія               | 5      | 3      | 0      | 8       |
| 2                   | Німеччина           | 3      | 3      | 4      | 10      |
| 3                   | Італія              | 2      | 2      | 0      | 4       |
| 4                   | Велика Британія     | 1      | 1      | 0      | 2       |
| 5                   | Україна             | 0      | 1      | 5      | 6       |
| 6                   | Білорусь            | 0      | 1      | 0      | 1       |
| 7                   | Угорщина            | 0      | 0      | 1      | 1       |
| 7                   | Франція             | 0      | 0      | 1      | 1       |
| Загалом (8 збірних) | Загалом (8 збірних) | 11     | 11     | 11     | 33      |

## Плавання на відкритій воді

### Результати

#### Чоловіки
| Дисципліна | Золото                      | Золото    | Срібло                 | Срібло    | Бронза                 | Бронза    |
| ---------- | --------------------------- | --------- | ---------------------- | --------- | ---------------------- | --------- |
| 5 км       | Деніел Фогг Велика Британія | 53:41.4   | Роб Муффельс Німеччина | 54:01.8   | Томас Лурц Німеччина   | 54:02.6   |
| 10 км      | Феррі Вертман Нідерланди    | 1:49:56.2 | Томас Лурц Німеччина   | 1:49:59.0 | Євген Дратцев Росія    | 1:50:00.6 |
| 25 км      | Аксель Реймон Франція       | 4:59:18.8 | Євген Дратцев Росія    | 4:59:31.2 | Едоардо Стокіно Італія | 5:08:51.0 |

#### Жінки
| Дисципліна | Золото                         | Золото    | Срібло                         | Срібло    | Бронза                  | Бронза    |
| ---------- | ------------------------------ | --------- | ------------------------------ | --------- | ----------------------- | --------- |
| 5 км       | Ізабель Герле Німеччина        | 57:55.7   | Шарон ван Раувендал Нідерланди | 58:29.9   | Мірея Бельмонте Іспанія | 58:41.4   |
| 10 км      | Шарон ван Раувендал Нідерланди | 1:56:06.9 | Ева Рістов Угорщина            | 1:56:08.0 | Аурора Понселе Італія   | 1:56:08.5 |
| 25 км      | Мартіна Грімальді Італія       | 5:19:14.1 | Анна Олас Угорщина             | 5:19:21.0 | Ангела Маурер Німеччина | 5:19:21.4 |

#### Командні змагання
| Дисципліна | Золото                                                      | Золото  | Срібло                                                     | Срібло  | Бронза                                          | Бронза  |
| ---------- | ----------------------------------------------------------- | ------- | ---------------------------------------------------------- | ------- | ----------------------------------------------- | ------- |
| Команда    | Нідерланди Феррі Вертман Марсел Схаутен Шарон ван Раувендал | 55:47.8 | Греція Спірідон Янніотіс Антоніос Фокаїдіс Калліопі Араузу | 56:05.5 | Німеччина Роб Муффельс Томас Лурц Ізабель Герле | 56:14.8 |

### Таблиця медалей з плавання на відкритій воді
| Місце               | Країна              | Золото | Срібло | Бронза | Загалом |
| ------------------- | ------------------- | ------ | ------ | ------ | ------- |
| 1                   | Нідерланди          | 3      | 1      | 0      | 4       |
| 2                   | Німеччина           | 1      | 2      | 3      | 6       |
| 3                   | Італія              | 1      | 0      | 2      | 3       |
| 4                   | Велика Британія     | 1      | 0      | 0      | 1       |
| 4                   | Франція             | 1      | 0      | 0      | 1       |
| 6                   | Угорщина            | 0      | 2      | 0      | 2       |
| 7                   | Росія               | 0      | 1      | 1      | 2       |
| 8                   | Греція              | 0      | 1      | 0      | 1       |
| 9                   | Іспанія             | 0      | 0      | 1      | 1       |
| Загалом (9 збірних) | Загалом (9 збірних) | 7      | 7      | 7      | 21      |

## Синхронне плавання

### Результати
| Дисципліна | Золото | Золото  | Срібло | Срібло  | Бронза | Бронза  |
| ---------- | --- | ------- | --- | ------- | --- | ------- |
| Соло       | Світлана Ромашина Росія | 95.8333 | Она Карбонелл Іспанія | 93.7000 | Анна Волошина Україна | 92.3333 |
| Дуети      | Росія Дарія Коробова Світлана Колесніченко | 96.1000 | Україна Лоліта Ананасова Анна Волошина | 92.9000 | Іспанія Она Карбонелл Паула Кламбург | 92.1667 |
| Групи      | Росія Влада Чигирьова Світлана Колесніченко Анісія Ольхова Олена Прокоф'єва Алла Шишкіна Марія Шурочкіна Гелена Топіліна Дарина Валітова Лілія Нізамова (запасна) Міхаела Каланча (запасна)                                                | 96.8333 | Україна Лоліта Ананасова Олена Гречихіна Ольга Кондрашова Олександра Сабада Катерина Садурська Анастасія Савчук Ксенія Сидоренко Анна Волошина Олександра Кашуба (запасна) Дана-Марія Клименко (запасна) Катерина Резнік (запасна) Ольга Золотарьова (запасна) | 94.0667 | Іспанія Клара Басьяна Альба Кабельйо Она Карбонелл Маргаліда Креспі Сара Леві Мерічель Мас Крістіна Сальвадор Паула Кламбург Клара Камачо (запасна) Сесілія Хіменес (запасна)                                          | 92.4667 |
| Комбінація | Україна Лоліта Ананасова Олена Гречихіна Олександра Кашуба Катерина Резнік Олександра Сабада Катерина Садурська Анастасія Савчук Ксенія Сидоренко Анна Волошина Ольга Золотарьова Дана-Марія Клименко (запасна) Ольга Кондрашова (запасна) | 94.4333 | Іспанія Клара Басьяна Клара Камачо Она Карбонелл Маргаліда Креспі Сара Хіхон Таїс Енрікес Сесілія Хіменес Сара Леві Мерічель Мас Крістіна Сальвадор Альба Кабельйо (запасна) Паула Кламбург (запасна)                                                          | 93.0333 | Італія Еліса Боццо Беатріче Каллегарі Камілла Каттенео Лінда Черруті Франческа Деідда Констанца Ферро Маніла Фламіні Маріанжела Перрупато Даліла Ск'єзаро Сара Сгарці Алессія Пецоне (запасна) Федеріка Сала (запасна) | 90.3333 |

### Таблиця медалей з синхронного плавання
| Місце              | Країна             | Золото | Срібло | Бронза | Загалом |
| ------------------ | ------------------ | ------ | ------ | ------ | ------- |
| 1                  | Росія              | 3      | 0      | 0      | 3       |
| 2                  | Україна            | 1      | 2      | 1      | 4       |
| 3                  | Іспанія            | 0      | 2      | 2      | 4       |
| 4                  | Італія             | 0      | 0      | 1      | 1       |
| Загалом (4 збірні) | Загалом (4 збірні) | 4      | 4      | 4      | 12      |